# Білецький Василь (1857)
Василь Білецький (1857, м. Любича Королівська (Lubycza Królewska), нині Польща — 24 листопада 1931, м. Рогатин, нині Івано-Франківської області) — український педагог, громадсько-освітній діяч.

## Життєпис
Закінчив гімназію в м. Белз, також Львівський університет.
Професор історії в гімназіях Самбора, Тернополя і Львова (до 1914). У 1924—1925 — директор приватної гімназії в Рогатині.
Автор наукових праць.